# Monura
Monura é uma ordem de insectos apterigotos que viveu durante os períodos Carbónico e Pérmico da era do Paleozóico e que se encontra actualmente extinta. Duas espécies são conhecidas: Dasyleptus brongniarti e Dasyleptus lucasi.